# Rathaus (Mindelheim)

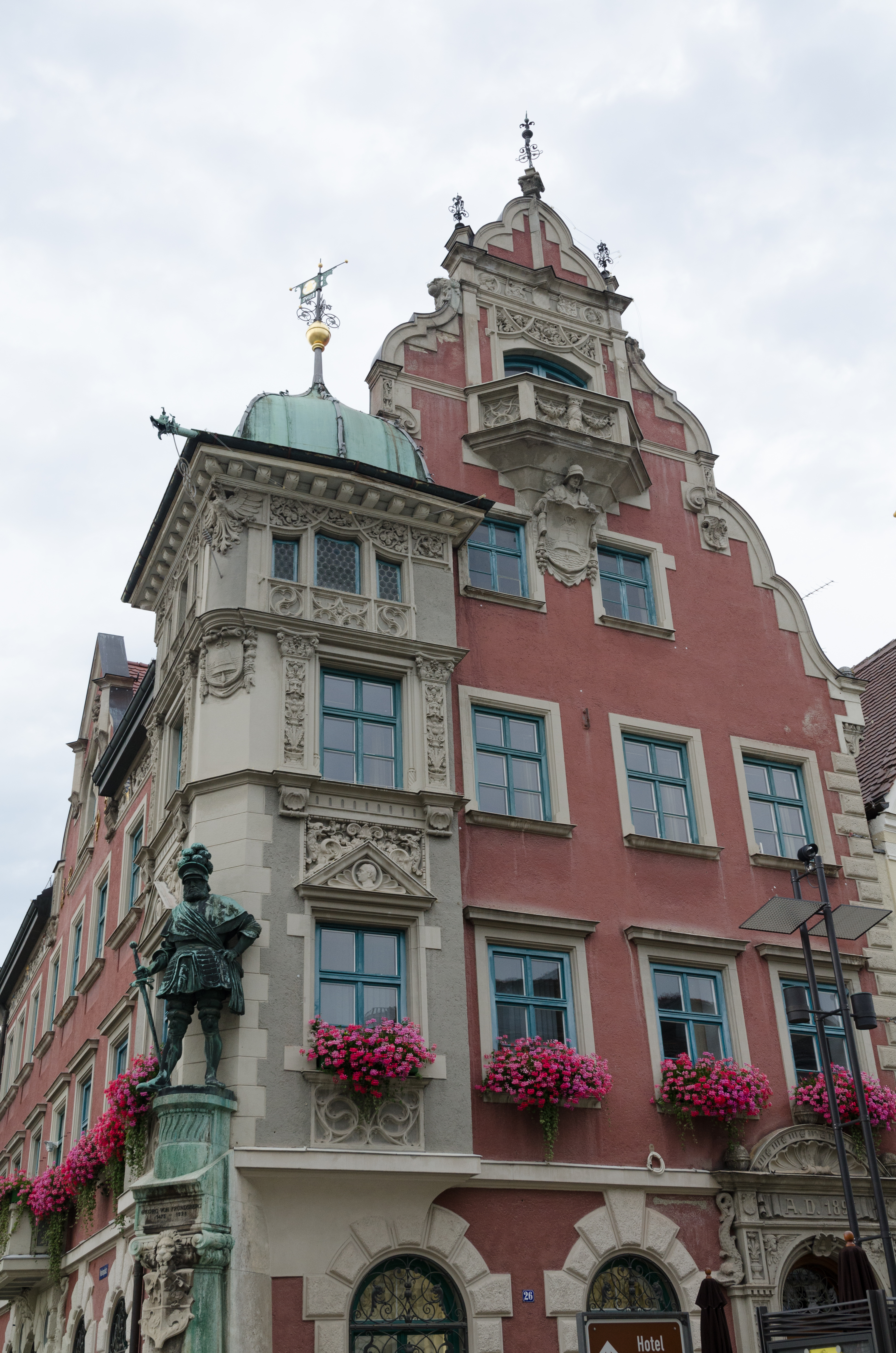
Rathaus in Mindelheim

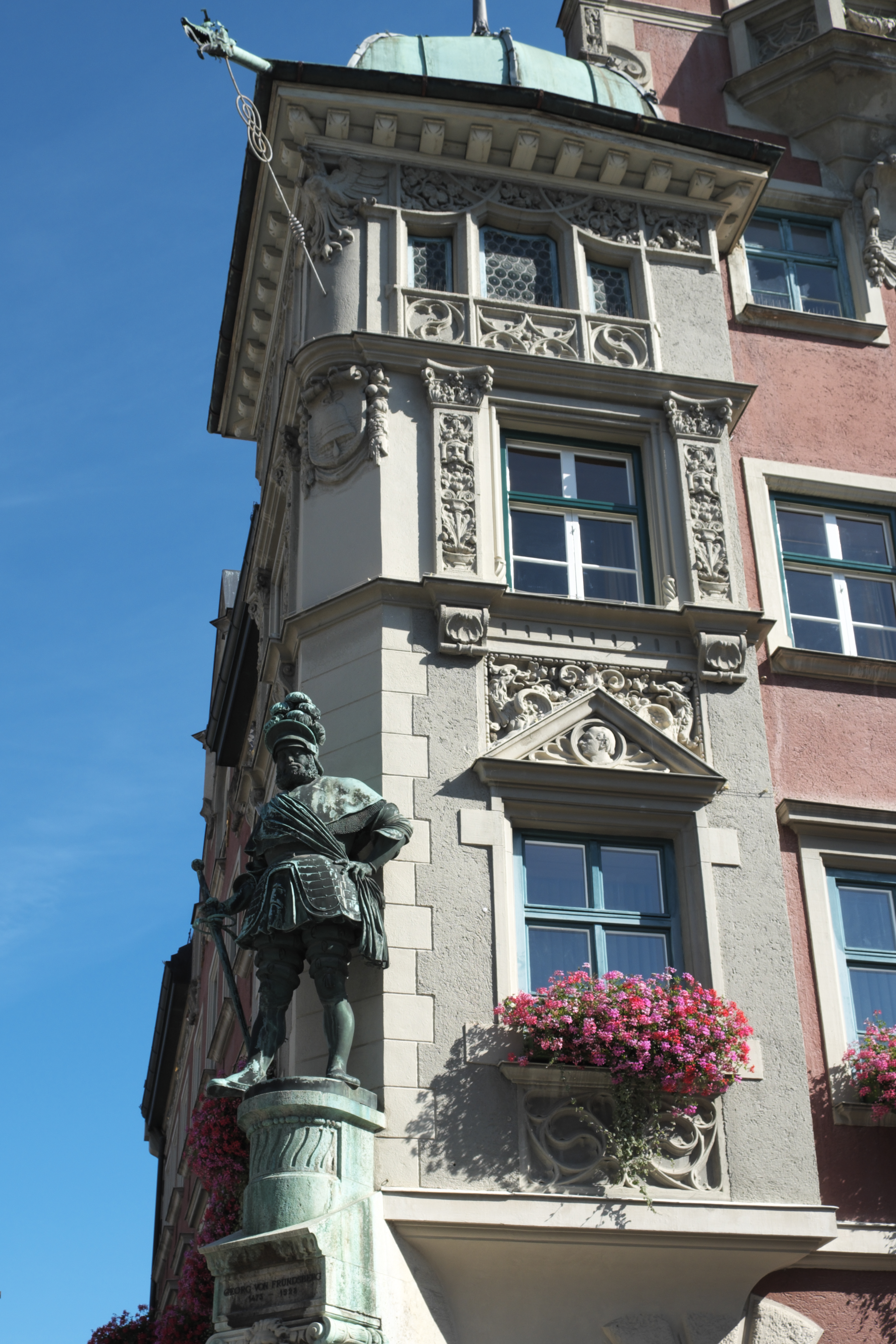
Standbild von Georg von Frundsberg

Das unter Denkmalschutz stehende Rathaus in Mindelheim, der Kreisstadt des oberschwäbischen Landkreises Unterallgäu im bayerischen Regierungsbezirk Schwaben, wurde 1783 im ehemaligen Zunfthaus der Weber eingerichtet.
Im Kern ist der Bau um 1658 entstanden. Der dreigeschossige Satteldachbau in Ecklage besitzt einen Schweifgiebel und einen Eckerker. Die reiche Fassadengestaltung wurde im Stil der Neorenaissance ausgeführt. Eine Umgestaltung nach Plänen von Eugen Drollinger erfolgte 1897 und 1927/28.
Im Jahr 1903 wurde am südwestlichen Erker das von Jakob Bradl geschaffene Standbild von Georg von Frundsberg aufgestellt.